# Diocesi di Scampa
La diocesi di Scampa (in latino Dioecesis Scampina) è una sede soppressa e sede titolare della Chiesa cattolica.

## Storia
Scampa (dal nome del fiume Shkumbini, in latino "Scampinus"), identificabile con la città albanese di Elbasan, è un'antica sede vescovile della provincia romana dell'Epirus Novus nella diocesi civile di Macedonia, suffraganea dell'arcidiocesi di Durazzo. Fino a metà circa dell'VIII secolo, tutte le sedi episcopali della prefettura dell'Illirico erano parte del patriarcato di Roma.
Sono due i vescovi attribuiti a questa antica diocesi: Artemio, che sottoscrisse nel 458 la lettera dei vescovi dell'Epiro Nuovo all'imperatore Leone dopo la morte di Proterio di Alessandria; e Troio, che aderì allo scisma acaciano. Non si conoscono vescovi dopo il VI secolo, probabilmente perché la diocesi scomparve in seguito alle invasioni barbariche (Goti e Unni).
Dal 1933 Scampa è annoverata tra le sedi vescovili titolari della Chiesa cattolica; dall'8 novembre 2011 il vescovo titolare è Anselm Umoren, M.S.P., vescovo ausiliare di Abuja.

## Cronotassi

### Vescovi greci
- Artemio † (menzionato nel 458)
- Troio † (menzionato nel 519)

### Vescovi titolari
- Tharcisse Tshibangu Tshishiku † (1º settembre 1970 - 26 novembre 1991 nominato vescovo di Mbujimayi)
- Sylvester Monteiro † (6 dicembre 1993 - 9 febbraio 1999 nominato vescovo di Aurangabad)
- Werner Thissen † (16 aprile 1999 - 22 novembre 2002 nominato arcivescovo di Amburgo)
- Rainer Maria Woelki (24 febbraio 2003 - 2 luglio 2011 nominato arcivescovo di Berlino)
- Anselm Umoren, M.S.P., dall'8 novembre 2011